# A Vava Inouva
A Vava Inouva è l'album di debutto di Idir, cantante algerino di lingua berbera, uscito nel 1976.
Comprende il grande successo internazionale A Vava Inouva, il suo singolo di debutto. Contiene anche molti altri dei suoi successi più importanti come Azwaw, Zwit Rwit (dalla quale Khaled prese spunto per El harba wine), Ssendu e Cfiy.

## A Vava Inouva
A Vava Inouva è la traccia del titolo dell'album. In origine era A Baba-inu Ba (padre mio).
La canzone è tratta da una ninna nanna composta da Idir e da Ben Mohamed (Mohamed Benhamadouche) ed è stata scritta per Nouara, cantante di Radio Alger. Tuttavia, Idir decise di interpretare la canzone lui stesso accompagnato dalla cantante Mila.
Il brano si rivelò un successo immediato, divenendo uno dei più conosciuti in lingua berbera a livello internazionale, nonché un grande successo commerciale.
Ne furono realizzate molte altre versioni, come quella del 1999 con  Karen Matheson, cantante gaelica, apparsa nell'album Identités.

## Tracce
1. A Vava Inouva
2. Isefra
3. Ssendu
4. Azger
5. Muqleɣ
6. Zwit Rwit
7. Cfiɣ
8. Azwaw
9. Tagrawla
10. Tiɣri b ugrud
11. Acawi
12. Ay Arrac Nneɣ
13. Cteduɣi
14. Izumal
15. L'Mut
16. W' Ibryn
17. Aɣrib